# Ryparosa inconstans
Ryparosa inconstans är en tvåhjärtbladig växtart som beskrevs av William Grant Craib. Ryparosa inconstans ingår i släktet Ryparosa och familjen Achariaceae. Inga underarter finns listade i Catalogue of Life.